# ناحیه دونگجاک
ناحیه دونگجاک (به لاتین: Dongjak District) یک منطقهٔ مسکونی در کره جنوبی است که در سئول واقع شده‌است. ناحیه دونگجاک ۱۶٫۳۵ کیلومتر مربع مساحت و ۳۹۷٬۳۱۷ نفر جمعیت دارد.

## خواهرخوانده
شهرهای تاهارا، آیچی، ناحیه پینگا و Dunhua خواهرخوانده‌های ناحیه دونگجاک هستند.